# Шевкуненко, Сергей Юрьевич
Серге́й Ю́рьевич Шевкуне́нко (20 ноября 1959, Москва, СССР — 11 февраля 1995, Москва, Россия) — советский ребёнок-актёр (а также некоторое время осветитель) киностудии «Мосфильм», сыгравший главную роль идейного пионера Миши Полякова в телевизионных художественных фильмах «Кортик» (1973) и «Бронзовая птица» (1974) и несколько других детских ролей в советском кинематографе. 
Позже — криминальный «авторитет» (в криминальной среде имел имена «Артист» и «Шеф»), рецидивист, достигший статуса «положенца», организатор и лидер «Мосфильмовской ОПГ» (в свою очередь, входившей в «Осетинскую ОПГ»). Его группировка была главной на Мосфильмовской улице в Москве, где контролировала многие точки. В общей сложности имел пять судимостей и провёл в местах лишения свободы 14,5 лет. 11 февраля 1995 года был убит вместе со своей матерью, Полиной Васильевной Шевкуненко, из стрелкового оружия, преступление не раскрыто.

## Биография

### Детство
Сергей Шевкуненко родился 20 ноября 1959 года в Москве, в семье кинематографистов. Отец — Юрий Александрович Шевкуненко (1919—1963), директор «Второго творческого объединения» киностудии «Мосфильм». Мать — Полина Васильевна Шевкуненко (1919—1995), актриса, ассистент режиссёра на той же киностудии. Родители познакомились в Центральном театре Красной армии в Москве, поженились в 1942 году.
В честь рождения Серёжи отец написал пьесу «Серёжка с Малой Бронной» (название взято из популярной песни поэта Евгения Винокурова), которая на протяжении двадцати лет входила в репертуар многих театров.
В декабре 1963 года, в возрасте сорока четырёх лет, от рака (по другим данным, от инфаркта миокарда) умер отец. Мать осталась одна с двумя детьми. Потеряв кормильца, семья начала испытывать сильную нужду. Вернуться на работу на киностудии «Мосфильм» вдове помог режиссёр Эльдар Рязанов. С того времени место работы матери стало для Сергея вторым домом. В возрасте четырёх лет он научился читать, а к восьми годам прочёл «Сагу о Форсайтах».
В 1972 году старшая сестра Ольга (род. 17 июля 1945), выпускница ВГИКа, киномонтажёр, вышла замуж за своего однокурсника Семёна Галкина, еврея по национальности, и вместе с ним эмигрировала из страны сначала в Израиль, а затем - в США. Сергей остался с матерью. Эмиграция сестры за рубеж, осуждавшаяся в те годы обществом, возможно, привела к перелому в характере Шевкуненко. Он стал неуправляемым, начал плохо учиться, связался с дурной компанией и был поставлен на учёт в детской комнате милиции.
С 1973 по 1975 годы Шевкуненко снялся в первых двух многосерийных телевизионных художественных фильмах приключенческой трилогии по произведениям Анатолия Рыбакова «Кортик» (1973) и «Бронзовая птица» (1974), а также в фильме «Пропавшая экспедиция» (1975). Талант юного актёра был оценён многими режиссёрами, ему посыпались предложения.

### Жизнь после кино (с 1975 года)
После окончания восьми классов средней общеобразовательной школы № 74 в Москве в 1974 году Сергей Шевкуненко не захотел продолжать учёбу, вёл разгульный образ жизни, пьянствовал, отнимал деньги у подростков, дрался по любому поводу. В 1975 году, после очередной драки, был отправлен в специальное ПТУ.

#### Лишение свободы
28 марта 1976 года Сергей в очередной раз ввязался в драку, за которую получил свой первый срок тюремного заключения. Будучи пьяным, во дворе своего дома на улице Пудовкина в Москве он решил поиграть с подвернувшейся ему на пути овчаркой, что не понравилось выгуливавшему её хозяину. Мужчина стал отгонять нетрезвого юношу от своей собаки, за что был им жестоко избит. Действия Шевкуненко были квалифицированы судом по части 2 статьи 206 УК РСФСР («хулиганство с особой дерзостью и жестокостью»), и он был приговорён к одному году лишения свободы в детской исправительно-трудовой колонии (ИТК). В месте заключения он получил среднее образование, а выйдя на свободу, устроился на работу осветителем на «Мосфильме».
В 1978 году получил четыре года заключения в колонии за кражу со взломом, совершённую им в буфете киностудии «Мосфильм» в состоянии сильного алкогольного опьянения, с целью хищения недостающей для подвыпившей бригады осветителей закуски, так как магазины в это время уже были закрыты. Но уже через год за примерное поведение был условно-досрочно освобождён, после чего по протекции матери вновь был принят на «Мосфильм» осветителем.
Понимая, что путь в кино для него окончательно закрыт, Шевкуненко собрал из местной шпаны шайку и сначала грабил прохожих на улице, а затем переключился на квартирные кражи по наводке.
В декабре 1981 года проверялся на причастность к убийству близкой подруги своей матери, заслуженной артистки РСФСР Зои Фёдоровой, которую Сергей называл своей второй мамой и был вхож в её дом, но его причастность не была подтверждена. Убийство актрисы не раскрыто по сей день.
В 1982 году вновь был арестован за квартирную кражу и хранение наркотиков, осуждён на 4,5 года. За отказ сотрудничать с администрацией лагеря и попытку побега срок его заключения был продлён ещё на 1,5 года, как не вставшему на путь исправления.
В 1988 году был освобождён из заключения инвалидом 2-й группы (открытая форма туберкулёза), после чего уехал к родственникам в Смоленск, так как в Москве ему как рецидивисту прописка была запрещена. В Смоленске целый год лечился в больнице от приобретённого в тюрьме недуга.
В августе 1989 года женился на девушке по имени Елена (род. 1969), тогда же получил новый срок — один год за хранение оружия. После освобождения — вновь арест и три года заключения за хранение краденых икон. В начале 1990-х годов отбывал наказание в тюрьме для особо опасных преступников «Владимирский централ» в городе Владимире.
Выйдя на свободу в 1994 году, продолжил криминальную деятельность. Благодаря своим лидерским качествам, сильному характеру и организаторским способностям ему удалось сколотить свою так называемую «Мосфильмовскую ОПГ», которая контролировала ряд точек в районе Мосфильмовской улицы в Москве. В уголовной среде был известен под кличками «Артист» и «Шеф».
В общей сложности имел пять судимостей и провёл в учреждениях системы лишения свободы 14,5 лет.

### Гибель
11 февраля 1995 года примерно в 23:30 Шевкуненко подъехал к дому № 3 по улице Пудовкина в Москве, где проживал со своей матерью. Отпустив охрану, он зашёл в подъезд и направился к лифту. Там его поджидали неизвестные, которые начали стрелять. Первая пуля попала в живот, вторая угодила в закрывшиеся двери лифта. Раненый Шевкуненко забежал в квартиру, но забыл вытащить из замочной скважины снаружи ключи, чем воспользовался один из убийц.
На шум из спальни выбежала 75-летняя Полина Васильевна, которая попыталась помешать преступнику войти в квартиру, однако тот сумел приоткрыть дверь и дважды выстрелил женщине в голову, в результате чего она погибла мгновенно. Сергей был добит тремя выстрелами в голову.
Кремирован и похоронен вместе с матерью на Новодевичьем кладбище в Москве, рядом с могилой отца.
На сегодняшний день убийство Шевкуненко так и не раскрыто, как и не установлены ни личности его убийц, ни их количество.

## Творчество

### Фильмография
- 1971 — Сестра музыканта — Петька
- 1972 — Пятьдесят на пятьдесят — мальчик-посыльный
- 1973 — Кортик — Миша Поляков (озвучивание — Ярослава Турылёва)
- 1974 — Бронзовая птица — Миша Поляков (озвучивание — Ярослава Турылёва)
- 1975 — Пропавшая экспедиция — Митя

## Документальные фильмы о Сергее Шевкуненко
- 2004 — «Криминальная звезда», документальный фильм производства ФГУП ГТК «Телеканал „Россия“» (автор — Фёдор Раззаков, режиссёр — Андрей Грачёв, 2004 год)[1].
- 2010 — «Артист в законе», фильм из документального цикла «Первая кровь» телекомпании «НТВ» (2010 год)[2].
- 2017 — «В моей смерти прошу винить...», документальный фильм телекомпании «ТВ Центр» (ООО «Студия 8», 2017 год)[5].